# Julio Gilsanz
Julio González Fernández (más conocido como Julio Gilsanz) nacido en Avilés (Asturias), en 1957 es poseedor de un gran y brillante currículum musical, considerado por muchos uno de los mejores guitarristas asturianos.

## Biografía
A los doce años comienza su formación musical de la mano de Luis Magín con sus primeras lecciones de guitarra y solfeo, más tarde estudió guitarra clásica con Demetrio Ballesteros y Anri Shivata. Con la guitarra eléctrica es totalmente autodidacta. Sus grandes influencias en un principio fueron en su primera época The Beatles, Led Zeppelin y, sobre todo, Eric Clapton. Ya en los 70, Julio Gilsanz y su amigo Nacho Martínez forman el grupo «Trafalgar». Más tarde formaría parte de la banda «Grisú», a finales esa década.
Tras cumplir su «servicio militar» un amigo envió unas cintas de Julio a un sello musical «Guimbarda», lo que le llevó a comenzar a tocar en Madrid. Tras grabar el LP "«El Tigre de Guadarrama», de Vainica Doble, Julio Gilsanz conoció a Ramón Julio Martínez Márquez, más conocido como «Ramoncín», con quien grabaría, entre 1984 y 1990, discos como «La vida en el filo», «Ramoncinco y «Fe ciega». Conoció a Brian May, guitarrista de Queen, que hizo un espléndido solo en el tema «Como un susurro», incluido en el álbum de 1990 «Al límite, vivo y salvaje».
Ya en los 90, Julio decide quedarse en Asturias, formando parte del grupo The Mejores y produciendo un disco de la banda de heavy metal Marvel. Posteriormente fue requerido para trabajar como guitarrista, arreglista y director musical de la famosa banda de agro-rock Los Berrones. Esta colaboración, en principio para un solo año, se ha prolongado, sin embargo, hasta la actualidad.
Ha colaborado también con artistas como Toli Morilla, Xulio Antídio y Danny Daniel, entre otros muchos. Puede destacarse que fue músico de sesión en el concierto que Martha Reeves realizó en Gijón en 2010. Actualmente, aparte de su trabajo con Los Berrones, dirige su propia banda Julio Gilsanz Blues Band y forma parte del proyecto de tributo a Supertramp The Logical Dream. Además, es profesor de guitarra eléctrica y acústica en la Universidad Popular del Ayuntamiento de Gijón.
Tras varias nominaciones al premio AMAS a mejor guitarrista asturiano, fue distinguido con dicho galardón en 2019.